# Aaron Brooks
Aaron Jamal Brooks (Seattle, Washington, 14 de enero de 1985) es un exjugador de baloncesto estadounidense que disputó 10 temporadas en la NBA. Mide 1,83 metros, y juega de base. Desde 2020 es técnico asistente.

## Trayectoria deportiva

### Universidad
Jugó durante 4 temporadas con los Ducks de la Universidad de Oregón. En su primer año fue incluido en el mejor quinteto de novatos, tras promediar 7 puntos y 2,7 asistencias por partido. Ya en su segundo año lideró a su equipo en puntos (14,7) y asistencias (4,6). Tras un tercer año discreto, en su temporada sénior lideró la tabla de anotadores de la Pacific Ten Conference, promediando 17,7 puntos por partido, lo que le valieron para ser incluido en el mejor quinteto de la conferencia. Finalizó su periplo universitario con 13,1 puntos, 4,1 asistencias y 3,5 rebotes por partido.

### Profesional
Fue elegido en el puesto número 26 del Draft de la NBA de 2007 por los Houston Rockets, equipo con el que firmó contrato por dos temporadas, a cambio de 1,7 millones de dólares.
El 23 de abril de 2010, Brooks fue elegido Jugador Más Mejorado de la NBA, ya que promedió 19,6 puntos, 5,3 asistencias y 2,6 rebotes por partido.
El 24 de febrero de 2011, fue traspasado a Phoenix Suns a cambio de Goran Dragić y una primera ronda de draft.
Durante el lockout de la NBA de 2011, Brooks firmó un acuerdo para jugar con los Guangdong Southern Tigers de la liga china.
El 16 de julio de 2012, firmó un contrato con los Sacramento Kings, por 2 años y 6,6 millones de dólares. Tras una temporada con los Kings, fue despedido el 1 de marzo de 2013.
A principios de marzo de 2013, firmó un contrato para jugar con los Houston Rockets. El 30 de junio de 2013, fue despedido por los Rockets. Sin embargo, Brooks firmó nuevamente con los Rockets el 19 del mes de julio, por un contrato mínimo de un año.
El 20 de febrero de 2014, fue traspasado a los Denver Nuggets a cambio de Jordan Hamilton.
El 22 de julio de 2014, firmó un acuerdo para jugar con los Chicago Bulls.
El 21 de septiembre de 2017 fichó por los Minnesota Timberwolves.

### Entrenador
Tres años después de su último partido como profesional, el 25 de noviembre de 2020, se anuncia su contratación por los New York Knicks como asistente de Tom Thibodeau.

## Estadísticas de su carrera en la NBA

### Temporada regular
| Año     | Equipo     | PJ  | PT  | MPP  | %TC  | %3P  | %TL  | RPP | APP | ROB | TPP | PPP  |
| ------- | ---------- | --- | --- | ---- | ---- | ---- | ---- | --- | --- | --- | --- | ---- |
| 2007-08 | Houston    | 51  | 0   | 11.9 | .413 | .330 | .857 | 1.1 | 1.7 | .2  | .1  | 5.2  |
| 2008-09 | Houston    | 80  | 35  | 25.0 | .404 | .366 | .866 | 2.0 | 3.0 | .6  | .1  | 11.2 |
| 2009-10 | Houston    | 82  | 82  | 35.6 | .432 | .398 | .822 | 2.6 | 5.6 | 1.0 | .2  | 19.6 |
| 2010-11 | Houston    | 34  | 7   | 23.9 | .346 | .284 | .940 | 1.5 | 3.8 | .6  | .1  | 11.6 |
| 2010-11 | Phoenix    | 25  | 5   | 18.9 | .430 | .328 | .807 | 1.1 | 4.2 | .5  | .0  | 9.6  |
| 2012-13 | Sacramento | 46  | 20  | 20.8 | .459 | .378 | .769 | 1.7 | 2.3 | .6  | .2  | 8.0  |
| 2012-13 | Houston    | 7   | 0   | 5.4  | .308 | .286 | .000 | .3  | .9  | .1  | .4  | 1.4  |
| 2013-14 | Houston    | 43  | 0   | 16.7 | .395 | .409 | .841 | 1.4 | 1.9 | .6  | .1  | 7.0  |
| 2013-14 | Denver     | 29  | 12  | 29.0 | .406 | .362 | .902 | 2.7 | 5.2 | .9  | .2  | 11.9 |
| 2014-15 | Chicago    | 82  | 21  | 23.0 | .421 | .387 | .833 | 2.0 | 3.2 | .7  | .2  | 11.6 |
| 2015-16 | Chicago    | 69  | 0   | 16.1 | .401 | .357 | .766 | 1.8 | 3.2 | .6  | .1  | 7.1  |
| 2016-17 | Indiana    | 65  | 0   | 13.8 | .403 | .375 | .800 | 1.1 | 1.9 | .4  | .1  | 5.0  |
| 2017-18 | Minnesota  | 32  | 1   | 5.9  | .406 | .355 | .727 | .5  | .6  | .2  | .0  | 2.3  |
| Total   | Total      | 645 | 183 | 20.8 | .413 | .370 | .837 | 1.7 | 3.0 | .6  | .1  | 9.7  |

### Playoffs
| Año   | Equipo    | PJ | PT | MPP  | %TC  | %3P  | %TL  | RPP | APP | ROB | TPP | PPP  |
| ----- | --------- | -- | -- | ---- | ---- | ---- | ---- | --- | --- | --- | --- | ---- |
| 2008  | Houston   | 6  | 0  | 8.3  | .320 | .000 | .818 | 1.0 | .5  | .0  | .0  | 4.2  |
| 2009  | Houston   | 13 | 13 | 34.2 | .453 | .422 | .804 | 2.6 | 3.4 | .4  | .2  | 16.8 |
| 2013  | Houston   | 6  | 0  | 11.2 | .382 | .111 | .600 | 1.5 | 1.8 | .2  | .2  | 5.0  |
| 2015  | Chicago   | 12 | 0  | 11.0 | .344 | .308 | .571 | 1.5 | .9  | .3  | .1  | 4.5  |
| 2017  | Indiana   | 1  | 0  | 7.3  | .667 | .500 | .000 | 1.0 | 1.0 | .0  | .0  | 5.0  |
| 2018  | Minnesota | 2  | 0  | 1.5  | .667 | .000 | .000 | .0  | .0  | .0  | .0  | 2.0  |
| Total | Total     | 40 | 13 | 17.6 | .416 | .330 | .746 | 1.7 | 1.8 | .2  | .1  | 8.4  |

## Vida personal
Brooks creció en Seattle (Washington) donde fue amigo desde la infancia del también base de la NBA, Nate Robinson.